# Ernesto Sábato
Ernesto Sábato (Rojas, 24. lipnja, 1911. – Santos Lugares 30. travnja, 2011.), argentinski fizičar i književnik.
Studirao je fiziku i matematiku na "Universidad de La Plata".  Za vrijeme srednjoškolskih i studentskih dana bio je aktivan u anarhističkim organizacijama, a kasnije u komunističkim.  Jedno vrijme je djelovao u ilegali i skrivao se od tajne policije, a kao delegat Komunističke partije Argentine 1934. je otputovao u Bruxelles na antifašistički kongres s kojega je pobjegao zbog filozofskih neslaganja.  Ostavivši se marksizma, u Argentini je stekao doktorat iz fizike, a 1938. je radio u Laboratoriju Curie u Parizu i na MIT-u.  U Parizu se kretao u krugovima nadrealističkih umjetnika te se počeo kolebati oko svojeg znanstveničkog poziva.  Kao redovni profesor teorijske fizike zaposlio se na sveučilištu u Buenos Airesu, no početkom četrdesetih nakon duhovne krize napušta znanost čime izaziva zaprepaštenje u znanstvenim krugovima gdje je uživao veliki ugled, povlači se na osamljeni planinski ranč i posvećuje književnom radu.  Kao pisca ga je proslavio Albert Camus koji je usmjerio pažnju ljudi na Sabata. 
Iako cijenjen pisac, napisao je samo tri romana, te mnoštvo eseja (jedan dio svojih dijela je spalio).  Romani mu se bave problemom ludila i mračnim stanjima uma kao što su nasilje, rodoskvrnuće, manija proganjanja, a kao najbolji primjer jest dio romana O junacima i grobovima koji se zove Izvještaj o slijepima.  Lik Fernando, inkarnacija zla u svom paranoičnom umu zaključuje da svijetom tajno vladaju slijepci te ulazi u njihov svijet da se suoči s apsolutnim zlom.  Taj je dio uznemirujuć, prepun fantastičnih metamorfoza i pripada vrhu svjetske književnosti.  U sva se tri romana ponavlja metamorfoza u kojoj se junak pretvori u nekog monstruma (velika ptica ili šišmiš), ali samo on sebe vidi i osjeća kao čudovište dok ga poznanici vide kao i prije. 
Osim ludila, Sabato se u svojim djelima bavi problemima egzistencijalističke filozofije kao što su nemogućnost komunikacije, spoznaja mučne stvarnosti. Između ostalog Sabato je politički angažiran pisac koji je u svojim romanima kritizirao vojnu diktaturu u Argentini te ga stoga nazivaju "anti Borgesom" jer Borges nije dopuštao nikakav utjecaj dnevne politike u svoja djela; iako dijele zajedničko zanimanje za metafiziku s tom razlikom što Borges traži ono nadsvjesno ili Boga, dok Sabato traži ono podsvjesno ili uzroke ludila. Sreli su se par puta i njihove su diskusije objavljene u knjizi. Sabato je bio predsjednik Nacionalnog odbora za nestale osobe koji je tragao za nestalim osbama tijekom vladavine vojne hunte u Argentini.

## Djela

### Romani
- Tunel (El túnel, 1948.)
- O junacima i grobovima (Sobre héroes y tumbas, 1961.)
- Abadon, anđeo uništenja (Abaddón el Exterminador, 1974.)

### Eseji
- Čovjek i svemir (Uno y el universo, 1945.)
- Ljudi i zupčanici (Hombres y engranajes, 1951.)
- Heterodoksija (Heterodoxia)
- Slučaj Sábato. Mučenja i sloboda tiska. Otvoreno pismo generalu Aramburuu (El caso Sábato. Torturas y libertad de prensa. Carta Abierta al General Aramburu.)
- Drugo lice peronizma (El otro rostro del peronismo, 1956.)
- Književnik i njegovi duhovi (El escritor y sus fantasmas, 1963.)
- Tango, rasprava i ključ (Tango, discusión y clave, 1963.)
- Romansa o smrti Juana Lavallea. Junačka pjesma (Romance de la muerte de Juan Lavalle. Cantar de Gesta)
- Pedro Henríquez Ureña
- Pristup književnosti našeg doba: Robbe-Grillet, Borges, Sartre (Aproximación a la literatura de nuestro tiempo: Robbe-Grillet, Borges, Sartre, 1968.)
- Kultura na nacionalnoj prekretnici (La cultura en la encrucijada nacional, 1976.)
- Apologije i odbacivanja (Apologías y rechazos, 1979.)
- Knjige i njihova zadaća u oslobođenju i povezivanju Latinske Amerike (Los libros y su misión en la liberación e integración de la América Latina)
- Između slova i krvi (Entre la letra y la sangre, 1988.)
- Prije kraja (Antes del fin, 1998.)
- Otpor (La Resistencia, 2000.)
- Španjolska u dnevnicima moje starosti (España en los diarios de mi vejez, 2004.)

## Vanjske poveznice
- Sabatova stranica na španjolskom
- Članak o vezi između Borgesa i Sabata
- Kratka Sabatova biografija i aktualnosti  Arhivirana inačica izvorne stranice od 6. listopada 2007. (Wayback Machine)